# Hamis felfedezési arány
A statisztikában a hamis felfedezési arány (false discovery rate, FDR) egy többszörös összehasonlítást használó módszer az elsőfajú hibák arányának felderítésére nullhipotézis tesztelése során. Az FDR-kontrolláló eljárások feladata, hogy ellenőrizzék azon „felfedezések” (elvetett nullhipozézisek) várható eloszlását, amelyek hamisak (a nullhipotézis helytelen elvetése).  Az FDR-kontrolláló eljárások kevésbé szigorú ellenőrzést használnak az elsőfajú hiba kontrollálására, mint az FWER (familywise error rate) kontrolláló eljárások (mint a Bonferroni-korrekció), amelyek legalább egy elsőfajú hiba valószínűségét ellenőrzik. Ezért az FDR kontrolláló eljárások nagyobb statisztikai erővel bírnak, viszont magasabb számú elsőfajú hiba árán.

## Története

### Technológiai motivációk
Az FDR széleskörű használatához a technológiai fejlődés vezetett, amely lehetővé tette számos különböző változó együttes vizsgálatát egyénenként. Az 1980-as és 1990-es évekre az olyan gyorsan növekvő tudományterületek, mint a genomika - amely automatizáltan, rengeteg próbát vizsgál egyszerre -, lehetővé tették a gyors adatbeszerzést. Ez a számítástechnikai teljesítmény növekedésével párosulva lehetővé tette több ezer statisztikai teszt zökkenőmentes elvégzését egy adott adathalmazon.
Ahogy a nagy áteresztőképességű technológiák általánossá váltak, a technológiai és/vagy pénzügyi korlátok arra késztették a kutatókat, hogy viszonylag kis mintaméretet (pl. kevés tesztelt egyénnel) és mintánként nagyszámú változót (például génexpressziós szintek ezreit) dolgozzanak fel. Ezekben az adathalmazokban a mért változók közül kevés mutatott statisztikai szignifikanciát a többszörös összehasonlítási eljárások során használt klasszikus korrekciókat követően. Ez sok tudományos közösségben életre hívta az FWER és a kiigazítatlan többszörös hipotézis-tesztelések elhagyását annak érdekében, hogy más módokon emelhessék ki és rangsorolhassák azokat a változókat a publikációkban, amelyek egyéneken vagy kezeléseken keresztül jelentős hatást mutatnak, viszont nem szignifikáns eredményként elvetésre kerülnének a többszöri tesztelés szokásos korrekciója után. Erre válaszul számos olyan hibaarányra született javaslat, amely kevésbé konzervatív az FWER-nél a jelentős megfigyelések megjelölésében.

## Definíciók
Az alábbi definíciók alapján meghatározhatjuk a Q -t, mint a hamis felfedezések arányát az összes felfedezés között (a nullhipotézisek elutasítása):
{\displaystyle Q=V/R=V/(V+S)},
ahol {\displaystyle V} a hamis felfedezések száma, {\displaystyle S} az igazi felfedezések száma, {\displaystyle R}  pedig az összes felfedezés száma.
A hamis felfedezési arány (FDR) ezután egyszerűen:
{\displaystyle \mathrm {FDR} =Q_{e}=\mathrm {E} \!\left[Q\right]},
ahol {\displaystyle \mathrm {E} \!\left[Q\right]} a várható értéke {\displaystyle Q}-nak. A cél, hogy az FDR-t egy adott q érték alatt tartsuk. A 0-val való osztás elkerülése érdekében {\displaystyle Q}-t 0-nak definiáljuk, amikor {\displaystyle R} = 0:
{\displaystyle \mathrm {FDR} =\mathrm {E} \!\left[V/R|R>0\right]\cdot \mathrm {P} \!\left(R>0\right)}.

### Többszörös hipotézistesztelések osztályozása
A következő táblázat a többszörös hipotézistesztelés lehetséges kimeneteleit definiálja. Tegyük fel, hogy m számú nullhipotézisünk van, amelyeket a következőképp jelölünk: H1 , H2, …, Hm. Statisztikai tesztet használva szignifikáns eredmény esetén elutasítjuk a nullhipotézist. Ha a teszt eredménye nem szignifikáns, nem utasítjuk el a nullhipotézist. Az összes Hi -re vonatkozó eredménytípust összesítve a következő random változókat kapjuk: 
|                          | A nullhipotézis igaz (H0) | Az alternatív hipotézis igaz (HA) | Összegezve |
| A teszt szignifikáns     | V                         | S                                 | R          |
| A teszt nem szignifikáns | U                         | T                                 | m-R        |
| Összegezve               | m0                        | m-m0                              | m          |

- {\displaystyle m}: az összes tesztelt hipotézisek száma
- {\displaystyle m_{0}}: az igaz nullhipotézisek száma, nem ismert paraméter
- {\displaystyle m-m_{0}}: az igaz alternatív hipotézisek száma
- {\displaystyle V}: a fals pozitívok száma (elsőfajú hiba) („false discoveries”)
- {\displaystyle S}: az valódi pozitívak száma („true discoveries”)
- {\displaystyle T}: a fals negatívak száma (másodfajú hiba)
- {\displaystyle U}: A valódi negatívak száma
- {\displaystyle R=V+S}: Az elvetett nullhipotézisek száma (igaz vagy hamis felfedezések)
- {\displaystyle m} hipotézistesztelésben, ahol {\displaystyle m_{0}}-k az igaz nullhipotéziseket jelölik, {\displaystyle R} egy megfigyelhető véletlen változó, {\displaystyle S}, {\displaystyle T}, {\displaystyle U} és {\displaystyle V} pedig nem megfigyelhető véletlen változók.

## Kontrolláló eljárások
A legtöbb eljárás során H1….Hm számú nullhipotézis tesztelés, és a hozzájuk tartozó  P1….Pm áll rendelkezésünkre. A p-értékeket növekvő sorrendben soroljuk fel és P(1)….P(m) -ként jelöljük. Az alacsonytól magas p-érték felé tartó eljárásokat emelkedő („step up”), míg a magastól alacsony p-érték felé tartó eljárásokat ereszkedő („step down”) folyamatoknak nevezzük. 

### Benjamini–Hochberg-eljárás (BH-eljárás)
A Benjamini–Hochberg-eljárás (BH-emelkedő eljárás) az FDR-t kontrollálja {\displaystyle \alpha } szintjén. A következőképpen működik:
1. Egy adott α esetén keresse meg a legnagyobb k értéket, amely: {\displaystyle P_{(k)}\leq {\frac {k}{m}}\alpha } ({\displaystyle k={\underset {j\in (i,...,n)}{\operatorname {arg\,max} }}\,\left(I_{P_{(j)}\leq {\frac {j}{m}}\alpha }\right)}). 
2. Vesse el a nullhipotézist az i-re minden H(i)-nél = 1,…,k.
Geometriai értelemben ez megegyezik P(k) és k (pl. y és x tengelyen) ábrázolásával, áthúzva az egyenest az origón  {\displaystyle {\frac {\alpha }{m}}} meredekséggel, igazolva a bal oldali pontok felfedezését egészen az utolsó, vonal alatti pontig.
A BH-eljárás akkor érvényes, ha az m-tesztek függetlenek, és sok olyan esetben is, amikor fennáll a függőség, de ezek nem általánosan érvényesek. Egyenlőtlenség esetén is működőképes:  {\displaystyle E(Q)\leq {\frac {m_{0}}{m}}\alpha \leq \alpha }
Ha az {\displaystyle m_{0}} becslő értékét beillesztjük a BH-eljárásba, már nem garantált az FDR kontroll elérése a kívánt szinten. Szükség lehet kiigazításokra a becslő értékben, és erre számos módosítást javasoltak.
Az  m- tesztek {\displaystyle \alpha } átlaga: {\displaystyle {\frac {\alpha (m+1)}{2m}}}, FDR {\displaystyle \alpha } átlaga (vagy MFDR), {\displaystyle \alpha } az m független vagy pozitív korrelációihoz igazítva (lásd AFDR). Az MFDR kifejezés az {\displaystyle \alpha } egyetlen újraszámított értékére vonatkozik, és nem része a Benjamini–Hochberg-módszernek.

### Benjamini–Yekutieli-eljárás
A Benjamini-Yekutieli-eljárás tetszőleges függőségi feltételezések alapján ellenőrzi a hamis felfedezési arányt (FDR-t). Ez a finomítás módosítja a küszöbértéket, és a következőképpen találja meg k értékét:  
{\displaystyle P_{(k)}\leq {\frac {k}{m\cdot c(m)}}\alpha }
- Ha a tesztek függetlenek vagy pozitívan korrelálnak (mint a Benjamini–Hochberg-eljárásban): {\displaystyle c(m)=1}

- Tetszőleges függőség esetén (beleértve a negatív korrelációkat), c(m) a harmonikus szám: {\displaystyle c(m)=\sum _{i=1}^{m}{\frac {1}{i}}}

A c(m)-et a Taylor-sor és az Euler-Mascheroni-állandó {\displaystyle \gamma =0.57721...} segítségével becsülhetjük meg:
Az MFDR és a fenti képletek használatával, a korrigált MFDR (AFDR) az m-függő tesztek  min({\displaystyle \alpha } átlaga) értéke = {\displaystyle {\frac {\mathrm {MFDR} }{c(m)}}} . A függőség kezelésének másik módja a bootstrapping és az újbóli randomizálás.

## Tulajdonságok

### Adaptív és skálázható
Az FDR-t kontrolláló többszörös összehasonlító eljárások adaptívak és skálázhatóak. Ez azt jelenti, hogy az FDR kontrollálása lehet nagyon megengedő (ha az adatok ezt igazolják) vagy konzervatív (az FWER kontrollálása esetén) -mindez a tesztelt hipotézisek számától és a szignifikancia szintjétől függ.
Az FDR kritérium úgy igazodik, hogy ugyanannyi hamis felfedezésnek (V) különböző következtetései legyenek, a felfedezések teljes számától (R) függően. Ez ellentétes az FWER kritériummal. Például ha 100 hipotézist vizsgálunk (pl. 100 genetikai mutációt, amelyek valamilyen populáció valamilyen fenotípusához kapcsolódnak): 
- Ha 4 felfedezést teszünk (R), akkor ezek közül 2 hamis felfedezés (V) nagyon költséges, míg
- Ha 50 felfedezést teszünk (R), akkor ezek közül 2 hamis felfedezés (V) általában nem túl költséges

Az FDR kritérium skálázható, mivel az összes felfedezés (Q) hamis felfedezései ugyanolyan arányban maradnak szenzitívek az össze felfedezés különböző számaira (R). Például:
- Ha 100 felfedezést teszünk (R), akkor 5 hamis felfedezés (q = 5%) nem túl költséges;
- Hasonlóképpen, ha 1000 felfedezést teszünk (R), akkor 50 hamis felfedezés (q = 5%) szintén nem túl költséges.

### Függőség a tesztstatisztikák között
Az FDR kontrollálása lineáris emelkedő BH-eljárással q szinten számos tulajdonsággal rendelkezik az m null hipotézis teszt-statisztikái közötti struktúrához kapcsolódva, amelyek javításra kerülnek. Amennyiben a tesztstatisztika:
- Független:[11] {\displaystyle \mathrm {FDR} \leq {\frac {m_{0}}{m}}q}

- Független és folytonos:[1] {\displaystyle \mathrm {FDR} ={\frac {m_{0}}{m}}q}

- Pozitív-függő:[11] {\displaystyle \mathrm {FDR} \leq {\frac {m_{0}}{m}}q}

- Általános esetben:[11] {\displaystyle \mathrm {FDR} \leq {\frac {m_{0}}{m}}q/\left(1+{\frac {1}{2}}+{\frac {1}{3}}+\cdots +{\frac {1}{m}}\right)\approx {\frac {m_{0}}{m}}q/(\ln(m)+\gamma +{\frac {1}{2m}})}, ahol {\displaystyle \gamma } az Euler–Mascheroni-állandó.

### Az igaz hipotézisek aránya
Amennyiben az összes nullhipotézis igaz ({\displaystyle m_{0}=m}), az FDR kontrollálása q szinten garantálja az FWER feletti ellenőrzést (az FWER „gyenge kontrolljának” is nevezik): {\displaystyle \mathrm {FWER} =P\left(V\geq 1\right)=E\left({\frac {V}{R}}\right)=\mathrm {FDR} \leq q}, mivel legalább egy igaz nullhipotézis elutasításának esete {\displaystyle \{V\geq 1\}} megegyezik {\displaystyle \{V/R=1\}} esettel, és {\displaystyle \{V=0\}} esete megegyezik {\displaystyle \{V/R=0\}} (ahol {\displaystyle V=R=0}, {\displaystyle V/R=0} definíció alapján). Amennyiben viszont van valódi felfedezés ({\displaystyle m_{0}<m}), akkor {\displaystyle FWER\geq FDR}. Ebben az esetben helye lesz a detektálási teljesítmény javításának. Ez azt is jelenti, hogy minden olyan eljárás, amely az FWER-t ellenőrzi, az FDR-t is ellenőrzi. 

## Kapcsolódó fogalmak
Az FDR felfedezését sok más típusú hibaarány előzte meg és követte. Ezek a következők:
- PCER (per-comparison error rate – összehasonlításonkénti hibaarány), amelynek definíciója: {\displaystyle \mathrm {PCER} =E\left[{\frac {V}{m}}\right]}. Az egyes hipotézisek egyenként történő tesztelése az {\displaystyle \alpha } szinten garantálja, hogy: {\displaystyle \mathrm {PCER} \leq \alpha } (ebben az esetben nem alkalmazunk korrekciót a multiplicitásra).

- FWER (familywise rate error), amelynek definíciója: {\displaystyle \mathrm {FWER} =P(V\geq 1)}, kontrollálására számos eljárás létezik.

- {\displaystyle Q'}: A hamis felfedezések aránya a felfedezések között Soric (1989)[9] javaslatára, definíciója: {\displaystyle Q'={\frac {E[V]}{R}}} . Ez az elvárások és felismerések keveréke, és problémás a kontrollálás, mivel {\displaystyle m_{0}=m}.[1]
- {\displaystyle k{\text{-FDR}}}: Sarkar (2007)[18][19] által általánosított FDR-ként is emlegetett eljárás, definíciója: {\displaystyle k{\text{-FDR}}=E\left({\frac {V}{R}}I_{(V>k)}\right)\leq q}.
- {\displaystyle \mathrm {FDR} _{-1}}: Benjamini és Hochberg[3] használták először, Efron (2008)[20] később „Fdr”-nek hívta. Definíciója: {\displaystyle \mathrm {FDR} _{-1}=Fdr={\frac {E[V]}{E[R]}}}. Ezt a hibaarányt nem lehet szigorúan kontrollálni, mert mikor {\displaystyle m=m_{0}}, akkor értéke 1.
- {\displaystyle \mathrm {FDR} _{+1}}: Benjamini és Hochberg[3] használták először, Storey (2002)[21] később „pFDR” -nek hívta. Definíciója: {\displaystyle \mathrm {FDR} _{+1}=pFDR=E\left[\left.{\frac {V}{R}}\right|R>0\right]}. Ezt a hibaarányt nem lehet szigorúan kontrollálni, mert mikor {\displaystyle m=m_{0}}, akkor értéke 1.
- Hamis túllépési arány: Az FDR farok-valószínűségének értéke.[22] Definíciója: {\displaystyle \mathrm {P} \left({\frac {V}{R}}>q\right)}
- {\displaystyle W{\text{-FDR}}} (súlyozott FDR): Minden i hipotézishez tartozik egy súly {\displaystyle w_{i}\geq 0} , ahol a súlyok a fontosságot/árat jelölik. Definíciója: {\displaystyle W{\text{-FDR}}=E\left({\frac {\sum w_{i}V_{i}}{\sum w_{i}R_{i}}}\right)}.
- FDCR (False Discovery Cost Rate): Statisztikai folyamat-kontrollálásból ered. Minden i hipotézishez tartozik egy ár {\displaystyle \mathrm {c} _{i}} és egy kereszt-hipotézis {\displaystyle H_{00}} {\displaystyle c_{0}} árral. A motivációja, hogy a folyamat leállítása fix költségekkel járhat. Definíciója: {\displaystyle \mathrm {FDCR} =E\left(c_{0}V_{0}+{\frac {\sum c_{i}V_{i}}{c_{0}R_{0}+\sum c_{i}R_{i}}}\right)}.
- PFER (per-family error rate), definíciója: {\displaystyle \mathrm {PFER} =E(V)}.
- FNR (False non-discovery rates), Genovesse & Wasserman (2002) nevéhez fűződik, definíciója: {\displaystyle \mathrm {FNR} =E\left({\frac {T}{m-R}}\right)=E\left({\frac {m-m_{0}-(R-V)}{m-R}}\right)}.
- {\displaystyle \mathrm {FDR} (z)}, definíciója: {\displaystyle \mathrm {FDR} (z)={\frac {p_{0}F_{0}(z)}{F(z)}}}.

### Hamis lefedettségi arány
A hamis lefedettségi arány (false coverage rate; FCR) az FDR-analógja a konfidencia-intervallumnál. Az FCR a hamis lefedettség átlagos arányát jelöli, vagyis nem fedi le a valódi paramétereket a kiválasztott intervallumok között. Az FCR egyidejűleg biztosít lefedettséget 1 – {\displaystyle \alpha } szinten a problémában figyelembe vett összes paraméter számára. Azok az intervallumok, amelyek egyidejű lefedettséget  biztosítanak 1 – q szintjén, szabályozhatják az FCR-t úgy, hogy a q-val határolják. Több FCR-eljárás is létezik, mint: Bonferroni-eljárás (Bonferronival kiválasztott, Bonferronival korrigált); BH-val kiválasztott és FCR-rel korrigált konfidenciaintervallumok (Benjamini és Yekutieli (2005), Bayes FCR (Yekutieli, 2008) és egyéb Bayes-módszerek.

### Bayesiánus módszerek
Az FDR és Bayes-féle megközelítések összekapcsolódtak (beleértve az empirikus Bayes-módszereket), megadva a Wavelet-együtthatók és a modellválasztás küszöbértékét, valamint általánosítva a konfidencia-intervallumot az FCR-be.

## Fordítás
Ez a szócikk részben vagy egészben  a   False Discovery Rate című angol Wikipédia-szócikk fordításán alapul.  Az eredeti cikk szerkesztőit annak laptörténete sorolja fel. Ez a jelzés csupán a megfogalmazás eredetét és a szerzői jogokat jelzi, nem szolgál a cikkben szereplő információk forrásmegjelöléseként.